# スピーカーフォン
スピーカーフォン (英: speakerphone、スピーカーホン)は、受話器とは別にマイクとスピーカーを備えた電話のこと。 このデバイスを使用すると、複数の人が会話に参加できる。スピーカーは電話回線の向こう側にいる人の声をブロードキャストし、マイクはスピーカーフォンを使用しているすべての人々の声をキャプチャする。スピーカーフォンという用語は、時にはスピーカーを指す言葉として使用されることもある。
多くの電話にはスピーカーフォン機能が組み込まれており、ボタン1つでこの機能を起動できる。このボタンは、受話器からの音声入力と出力を多人数用のマイクとスピーカーに切り替える。スピーカーフォン用に特別に設計されたデバイスでは、多くの場合、会議テーブルの周囲で発生する音声の入力を最大化するため、デバイスの周囲に放射状に配置された複数のマイクを配置している。デバイスによっては、本体からある程度離れた場所にサブマイクを置いて接続できる。

## 種類
スピーカーフォンは、複信 (デュプレックス)の観点から大きく２つに分類できる。
- 半二重
- 全二重

半二重スピーカーフォンでは、音は相手から自分、もしくは自分から相手に、と一度に一方向にしか伝わらない。スピーカーフォンのユーザーが話している間、電話はスピーカーフォンから電話回線の方向にのみ音を送信する。この時内部スピーカーはオフになっており、電話回線からの音はユーザーに聞こえない。スピーカーフォンのユーザーが静かな間、スピーカーフォンは電話回線からの音を受信して内部スピーカーはその音をユーザーにブロードキャストする。電話が「方向を変える」たびに非常に明確で目立つ切り替え動作があり、部屋の咳やその他の一時的なノイズが電話接続の遠端からの着信音を遮る可能性がある。
全二重スピーカーフォンは、同時に送信と受信が可能であり、送信方向の切り替えは発生しない。これらの電話ははるかに複雑で、多くの場合、高度なデジタル信号処理アルゴリズムを使用して、着信音とエコー除去のために部屋の音を分類している。また、半二重スピーカーフォンよりもコストが高くなる。

## 初期設定
多くの最新のスピーカーフォンは、最初に、それらが使用される部屋の音響特性に合わせてキャリブレーションする必要がある。このキャリブレーションフェーズでは、上昇音やチャイム音など、さまざまなノイズが発生することがある。このキャリブレーションは、ユーザーが自動または手動で呼び出すことができ、スピーカーフォンが室内で移動した場合は、もういちどキャリブレーションを繰り返す必要がある。適切なキャリブレーションが行われていない場合、エコー、共鳴音、ハウリングが発生する場合がある。

## 子機と親機
多くのコードレス電話には、子機スピーカーフォンと親機スピーカーフォンが備わっている。子機スピーカーフォンは、親機から離れた場所でハンズフリーの会話を可能にする。親機スピーカーフォンを使う場合、ユーザーは親機のそばにいる必要があるが、ハンズフリーで会話することができる。ほとんどの親機スピーカーフォンには、親機で発信するためのセカンダリキーパッドが備わっている。